# Cray Research
Cray Research – firma komputerowa założona w 1972 r. przez Seymoura Craya, znana z produkcji superkomputerów.

## Opis
Pierwszą znaną maszyną był komputer wektorowy Cray-1 powstały w 1976 r. W 1989 wydzieliła Cray Computer Corporation, oddzielając linię maszyn Cray-3 od innych produktów, sama zaś połączyła się w lutym 1996 z Silicon Graphics (SGI).
SGI wydzieliła w sierpniu 1999 odrębną Cray Research Business Unit. 2 marca 2000 jednostka została sprzedana firmie Tera Corporation, która 4 kwietnia zmieniła nazwę na Cray Inc., z siedzibą w Seattle, stan Washington.